# Sphaeronectes bougisi
Sphaeronectes bougisi är en nässeldjursart som beskrevs av Carré 1968. Sphaeronectes bougisi ingår i släktet Sphaeronectes och familjen Sphaeronectidae. Inga underarter finns listade i Catalogue of Life.